# Sagem myX-6

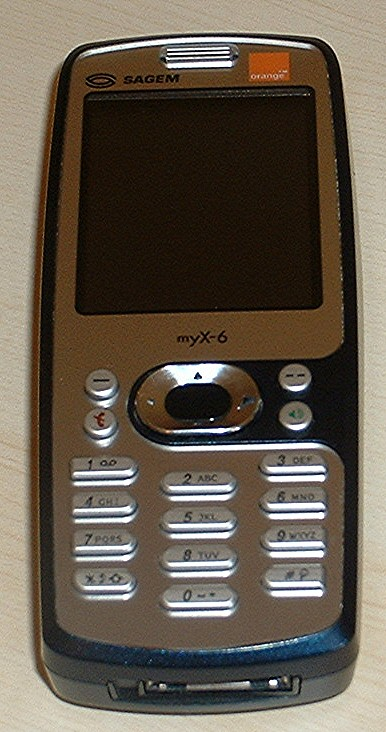
Sagem myX-6

Sagem myX-6 är en mobiltelefon producerad av Sagem Communications. Den började säljas 2003. Telefonen har en kamera med upplösning 640 x 480 pixlar, skärm med 65 000 färger och ett minne på 2,3 MB.